# Вексель-ЗІДМУ
Футзальний клуб Вексель-ЗІДМУ (Запоріжжя) або просто Вексель-ЗІДМУ  — український футзальний клуб з міста Запоріжжя. Починаючи з сезону 1999/00 по 2001/02 років виступав у футзальній Першій лізі України.

## Хронологія назв
- 1998: «Вексель-ЗІДМУ» (Запоріжжя)
- 2001: ЗІДМУ (Запоріжжя) — після злиття з ДСС Запоріжжя

## Історія
Футзальний клуб «Вексель-ЗІДМУ» заснований 1998 року в Запоріжжі та представляв Запорізький інститут державного та муніципального управління. У сезоні 1998/99 років стартував у професіональних змаганнях Другої ліги, де посів друге місце в східній групі. У наступному сезоні 1999/00 років дебютував у Першій лізі. Посів перше місце в групі А, завдяки чому потрапив до фінального турніру, де також став переможцем. Однак через фінансові труднощі клуб відмовився від виходу у Вищу лігу. У сезоні 2000/01 років спочатку також виграв східну групу Першої ліги, але у фінальному турнірі посів друге місце. Напередодні початку сезону 2001/02 років об'єднався з ДСС Запоріжжя, а потім виступав у першій лізі як фарм-клуб ДСС під назвою ЗІДМУ (Запоріжжя). У 2002 році знявся з усих змагань та був розформований.

## Досягнення
- Перша ліга України
  -  Чемпіон (1): 1999/00
  -  Срібний призер (1): 2000/01

## Форма та клубні кольори
Домашні поєдинки зазвичай проводив у формі білого кольору.
| Білий | Темно-жовтий |

## Домашня арена
Домашні матчі проводив у Залі ЗІДМУ, яка вміщує 500 сидячих місць.

## Спонсори
- ЗІДМУ — Запорізький інститут державного та муніципального управління — ЗІДМУ